# Lidmaň
Lidmaň é uma comuna checa localizada na região de Vysočina, distrito de Pelhřimov.